# Vekoslav Korošec
Vekoslav Korošec, slovenski inženir elektrotehnike, * 6. februar 1914, Zagorje ob Savi, † 1992.

## Življenjepis
Korošec je leta 1940 diplomiral na elektrotehničnem oddelku ljubljanske tehniške fakultete. Prvo službo je dobil v premogovniku Senovo, leta 1941 in 1942 je bil v nemškem vojnem ujetništvu, od 1944 dalje pa je sodeloval v NOB. ing. Korošec je leta 1972  prejel plaketo jugoslovanskega komiteja Mednarodne konference za velika električna omrežja ter 1982 Vidmarjevo plaketo, ki jo podeljuje Elektroinštitut Milana Vidmarja.

## Delo
Ing. Korošec je po vojni služboval na vodilnih mestih v elektrogospodarstvu ter bil od 1964 do 1981 direktor Elektoinštituta Milan Vidmar v Ljubljani. Od leta 1964 do 1977 je bil član Evropske zveze za proizvodnjo in transport električne energije. Zaslužen je za popolno elektrifikacijo Slovenije, za povezavo njenega omrežja v elektroenergetski sistem Jugoslavije ter vključitev prek daljnovodov Südel v srednjeevropsko električno omrežje ter za razširitev Elektroinštituta Milan Vidmar in njegove dejavnosti. Napisal je preko 50 strokovnih člankov objavljenih tako v domačih kot tujih strokovnih revijah.